# Lekkoatletyka na Letnich Igrzyskach Olimpijskich 1976 – skok o tyczce mężczyzn
Skok o tyczce mężczyzn podczas XXI Letnich Igrzysk Olimpijskich w Montrealu rozegrano 24 (kwalifikacje) i 26 lipca 1976 na Stadionie Olimpijskim w Montrealu. Zwycięzcą został reprezentant Polski Tadeusz Ślusarski, który wraz z dwoma pozostałymi medalistami wyrównał rekord olimpijski rezultatem 5,50 m.

## Rekordy

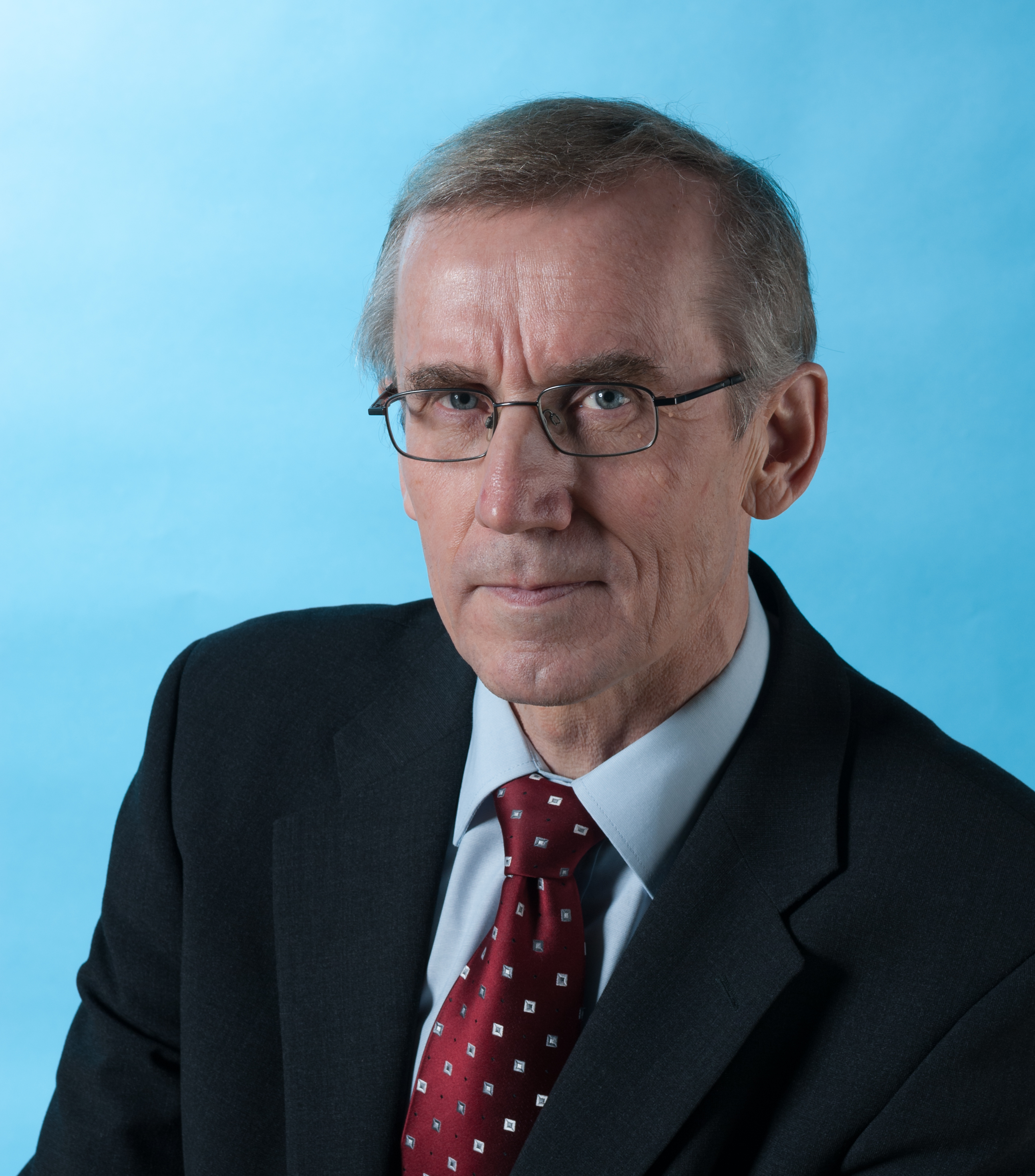
Antti Kalliomäki

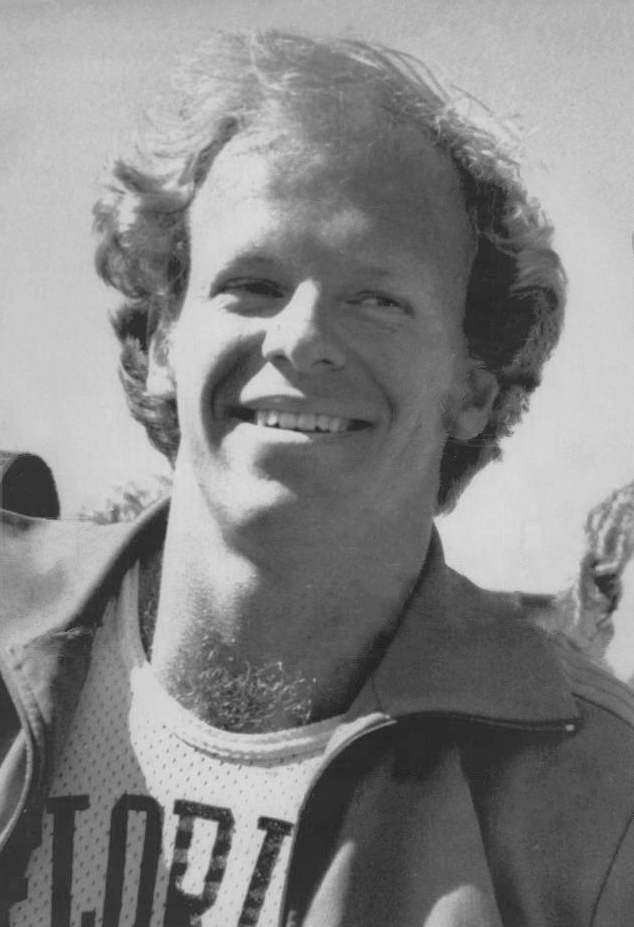
Dave Roberts

|                   | Zawodnik         | Narodowość        | Wynik | Data                 | Miejsce   |
| ----------------- | ---------------- | ----------------- | ----- | -------------------- | --------- |
| Rekord świata     | Dave Roberts     | Stany Zjednoczone | 5,70  | 22 czerwca 1976(dts) | Eugene    |
| Rekord olimpijski | Wolfgang Nordwig | NRD               | 5,50  | 2 września 1972(dts) | Monachium |

## Wyniki
| Poz. - pozycja |
| – rekord świata \| – rekord krajowy \| – rekord życiowy \| = – wyrównany rekord życiowy \| · – najlepszy wynik w sezonie \| = – wyrównany najlepszy wynik w sezonie \| – rekord olimpijski |
| Fn – falstart \| DNF – nie ukończył \| DNS – nie wystartował \| DSQ – zdyskwalifikowany |

### Kwalifikacje
Do finału awansowali zawodnicy, którzy osiągnęli minimum 5,10 m, względnie 12 najlepszych (gdyby mniej niż 12 zawodników osiągnęło minimum). Skoczkowie startowali w dwóch grupach (A i B).
| Poz. | Grupa | Zawodnik              | Reprezentacja     | 4,80 | 5,00 | 5,10 | Wynik | Uwagi |
| ---- | ----- | --------------------- | ----------------- | ---- | ---- | ---- | ----- | ----- |
| 1.   | A     | Antti Kalliomäki      | Finlandia         | –    | –    | o    | 5,10  | Q     |
| 1.   | A     | Günther Lohre         | RFN               | –    | –    | o    | 5,10  | Q     |
| 1.   | A     | Wojciech Buciarski    | Polska            | –    | –    | o    | 5,10  | Q     |
| 1.   | A     | Władysław Kozakiewicz | Polska            | –    | –    | o    | 5,10  | Q     |
| 1.   | A     | Kjell Isaksson        | Szwecja           | –    | –    | o    | 5,10  | Q'    |
| 1.   | A     | Jurij Prochorenko     | ZSRR              | –    | –    | o    | 5,10  | Q     |
| 1.   | A     | Earl Bell             | Stany Zjednoczone | –    | –    | o    | 5,10  | Q'    |
| 1.   | A     | Terry Porter          | Stany Zjednoczone | –    | –    | o    | 5,10  | Q     |
| 1.   | A     | Dave Roberts          | Stany Zjednoczone | –    | –    | o    | 5,10  | Q     |
| 1.   | B     | Patrick Abada         | Francja           | –    | –    | o    | 5,10  | Q     |
| 1.   | B     | François Tracanelli   | Francja           | –    | –    | o    | 5,10  | Q     |
| 12.  | B     | Bruce Simpson         | Kanada            | –    | o    | o    | 5,10  | Q     |
| 12.  | B     | Roberto Moré          | Kuba              | –    | o    | o    | 5,10  | Q     |
| 12.  | B     | Tapani Haapakoski     | Finlandia         | –    | o    | o    | 5,10  | Q     |
| 12.  | B     | Itsuo Takanezawa      | Japonia           | –    | o    | o    | 5,10  | Q'    |
| 16.  | A     | Tadeusz Ślusarski     | Polska            | –    | –    | xo   | 5,10  | Q     |
| 16.  | A     | Władimir Kiszkun      | ZSRR              | –    | –    | xo   | 5,10  | Q'    |
| 18.  | B     | Brian Hooper          | Wielka Brytania   | –    | xo   | xo   | 5,10  | Q     |
| 19.  | A     | Don Baird             | Australia         | –    | –    | xxo  | 5,10  | Q     |
| 19.  | A     | Jean-Michel Bellot    | Francja           | –    | –    | xxo  | 5,10  | Q     |
| 21.  | B     | Ray Boyd              | Australia         | –    | o    | xxx  | 5,00  |       |
| 22.  | B     | Ken Wenman            | Kanada            | o    | o    | xxx  | 5,00  |       |
| 23.  | B     | Dimitrios Kyteas      | Grecja            | o    | xo   | xxx  | 5,00  |       |
| 24.  | B     | Jeff Gutteridge       | Wielka Brytania   | o    | xxx  |      | 4,80  |       |
| –    | B     | Jurij Isakow          | ZSRR              | –    | –    | xxx  | NM    |       |
| –    | B     | Yoshiomi Iwama        | Japonia           | –    | –    | xxx  | NM    |       |
| –    | B     | Ingemar Jernberg      | Szwecja           | –    | xxx  |      | NM    |       |
| –    | A     | Rihan Obaid           | Arabia Saudyjska  |      |      |      | DNS   |       |

### Finał
| Poz. | Zawodnik              | Reprezentacja     | 5,00 | 5,10 | 5,20 | 5,25 | 5,30 | 5,35 | 5,40 | 5,45 | 5,50 | 5,55 | 5,60 | Wynik | Uwagi |
| ---- | --------------------- | ----------------- | ---- | ---- | ---- | ---- | ---- | ---- | ---- | ---- | ---- | ---- | ---- | ----- | ----- |
| 1.   | Tadeusz Ślusarski     | Polska            | –    | –    | o    | –    | –    | –    | o    | –    | o    | xxx  |      | 5,50  | =     |
| 2.   | Antti Kalliomäki      | Finlandia         | –    | o    | –    | –    | o    | –    | o    | o    | xxx  |      |      | 5,50  | =     |
| 3.   | Dave Roberts          | Stany Zjednoczone | –    | –    | –    | –    | –    | xo   | –    | –    | o    | –    | xxx  | 5,50  | =     |
| 4.   | Patrick Abada         | Francja           | –    | –    | –    | –    | xo   | –    | –    | xo   | –    | xxx  |      | 5,45  |       |
| 5.   | Wojciech Buciarski    | Polska            | –    | –    | o    | –    | –    | xo   | –    | xo   | x–   | xx   |      | 5,45  |       |
| 6.   | Earl Bell             | Stany Zjednoczone | –    | –    | o    | –    | –    | o    | –    | xxo  | –    | xxx  |      | 5,45  |       |
| 7.   | Jean-Michel Bellot    | Francja           | –    | –    | –    | o    | –    | –    | o    | –    | xxx  |      |      | 5,40  |       |
| 8.   | Itsuo Takanezawa      | Japonia           | xo   | –    | xo   | –    | xo   | –    | xxo  | xxx  |      |      |      | 5,40  |       |
| 9.   | Günther Lohre         | RFN               | –    | xo   | –    | xo   | –    | xxo  | –    | xxx  |      |      |      | 5,35  |       |
| 10.  | Jurij Prochorenko     | ZSRR              | –    | –    | –    | o    | –    | xxx  |      |      |      |      |      | 5,25  |       |
| 11.  | Władysław Kozakiewicz | Polska            | –    | –    | –    | xo   | –    | –    | –    | xxx  |      |      |      | 5,25  |       |
| 12.  | Don Baird             | Australia         | –    | o    | –    | xo   | –    | xxx  |      |      |      |      |      | 5,20  |       |
| 13.  | Władimir Kiszkun      | ZSRR              | –    | –    | o    | –    | –    | –    | xxx  |      |      |      |      | 5,20  |       |
| 13.  | Terry Porter          | Stany Zjednoczone | –    | –    | o    | –    | –    | xxx  |      |      |      |      |      | 5,20  |       |
| 15.  | Tapani Haapakoski     | Finlandia         | xo   | –    | o    | –    | xxx  |      |      |      |      |      |      | 5,20  |       |
| 16.  | Brian Hooper          | Wielka Brytania   | xo   | –    | xxx  |      |      |      |      |      |      |      |      | 5,00  |       |
| –    | Kjell Isaksson        | Szwecja           | –    | –    | –    | –    | xxx  |      |      |      |      |      |      | NM    |       |
| –    | François Tracanelli   | Francja           | –    | –    | xxx  |      |      |      |      |      |      |      |      | NM    |       |
| –    | Roberto Moré          | Kuba              | –    | xxx  |      |      |      |      |      |      |      |      |      | NM    |       |
| –    | Bruce Simpson         | Kanada            | xxx  |      |      |      |      |      |      |      |      |      |      | NM    |       |